# Bandolera

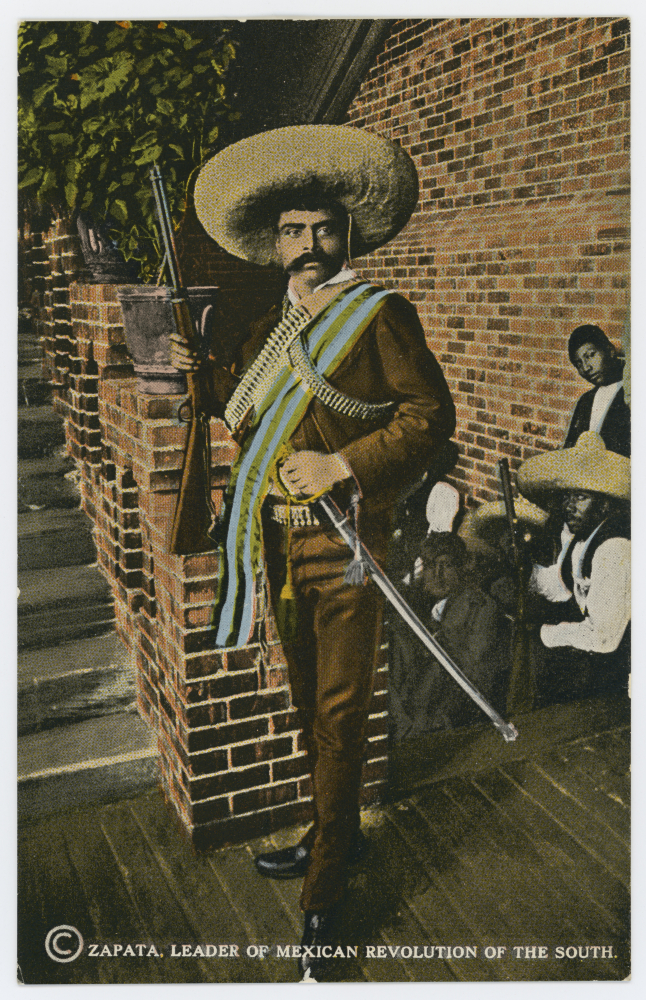
Emiliano Zapata con bandoleras de cartuchos

Se llama bandolera o canana  a la banda de cuero que puesta sobre un hombro cruza el cuerpo por delante y por detrás de modo que sus extremidades se unen en el lado opuesto; sirve para colgar algo.
Un uso frecuente que se le ha dado a la bandolera ha sido el de llevar en ella un arma tal como un fusil, una carabina, una espada, una bayoneta o bien, otra pieza del armamento como un frasco, una cartuchera, una bolsa granadera u otro elemento.

## Historia

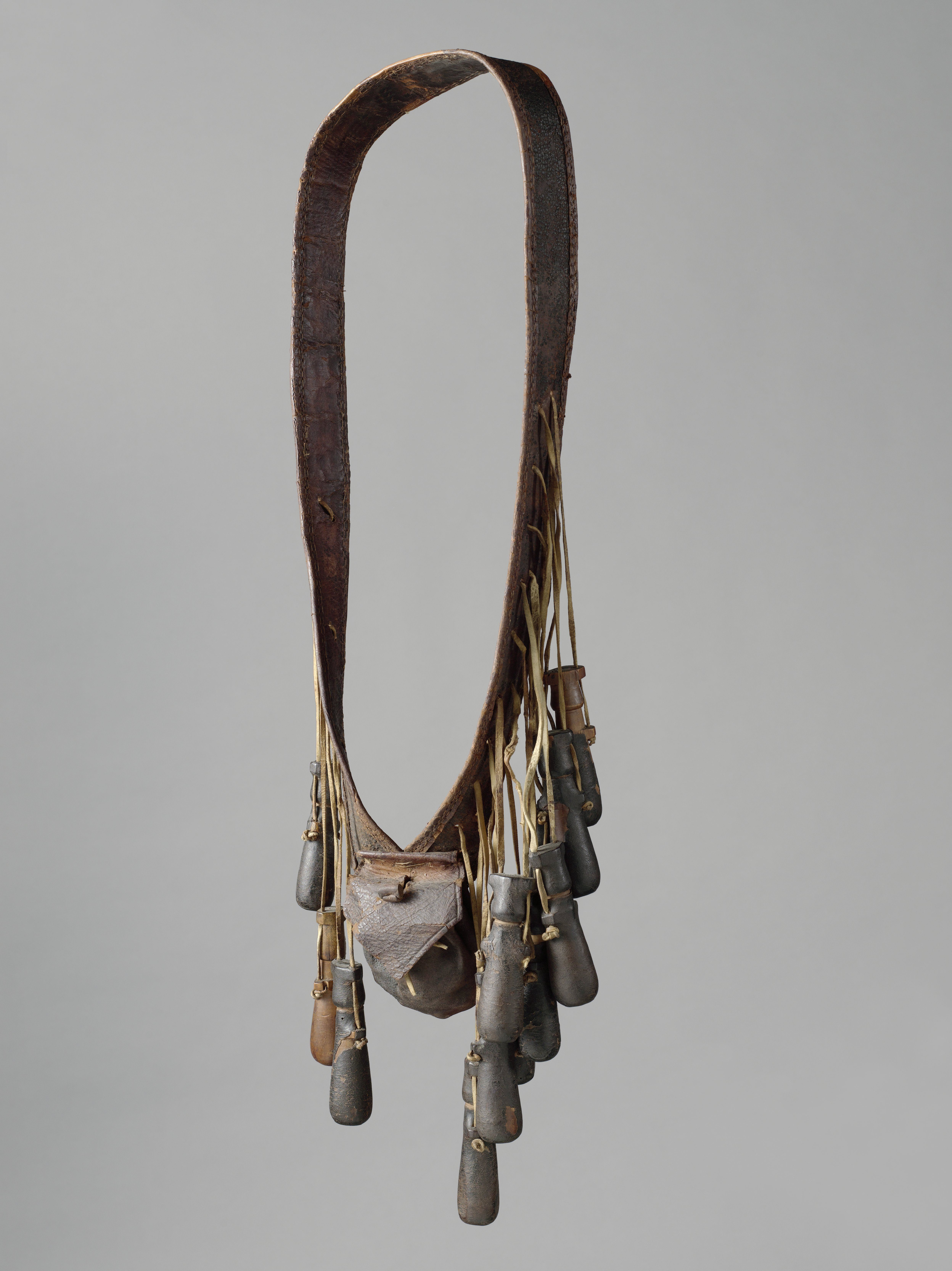
Una bandolera completa del.

A fines del siglo XV, las primeras armas de fuego de mano viables en Europa fueron los arcabuces equipados con un mecanismo de mecha. El usuario guardaba su tiro en una bolsa de cuero y su pólvora en un frasco con pico volumétrico. El pico se calibró para entregar la carga adecuada para el arcabuz del usuario. Con la llegada del arcabuz pesado (más tarde conocido como mosquete) a principios del siglo XVI, un pico lo suficientemente grande como para medir la pólvora requerida no era práctico. Además, tratar de duplicar o triplicar la carga de un matraz requería mucho tiempo y podía crear una carga "perdida". Una bandolera de la que colgaban varios pequeños frascos cada uno lleno de una carga premedida dedicada fue la solución a este problema. Dado que estos se cargaron antes de ir a la batalla, el mosquetero podría tomarse el tiempo para medir con precisión cada carga.
La bandolera estaba equipada con pequeñas botellas de madera llamadas cargas. Se recomendaba convertir las cargas de una sola pieza de madera; un diseño de dos piezas (tubo con fondo) podría romperse y las cargas de metal harían demasiado ruido. El número de cargas se determinaba a partir del tamaño del mosquete, es decir, del peso de la bala que disparaba. A cada mosquetero se le entregaba una libra de plomo con la que hacían sus municiones. Por ejemplo, si tuvieran un mosquete de 1⅓ oz, una libra de plomo les proporcionaría 12 balas, por lo tanto, 12 cargas. Un “dos onzas” tendría ocho cargas. En toda Europa en los siglos XVI y XVII, el número de cargas variaba entre 8 y 16. Además, la bandolera estaría equipada con una bolsa de balas y un matraz de cebado. También puede llevar una botella de óleo para el mecanismo de bloqueo, un cerillo u otros accesorios.
La evolución de un mecanismo de bloqueo de tipo chispa, como el fusil de chispa, allanó el camino para el desarrollo de cartuchos de papel que contenían una carga de pólvora previamente medida y una bola de plomo envuelta en papel. La bandolera se convirtió entonces en una correa para el hombro que se ajustaba a una bolsa o cartera en la que se podían llevar los cartuchos. Eventualmente, cualquier bolso usado en el mismo estilo también puede describirse como un bolso bandolera o un bolso posible; De manera similar, los cinturones con bolsillos que contienen municiones que se usan alrededor de la cintura también pueden denominarse bandoleras.

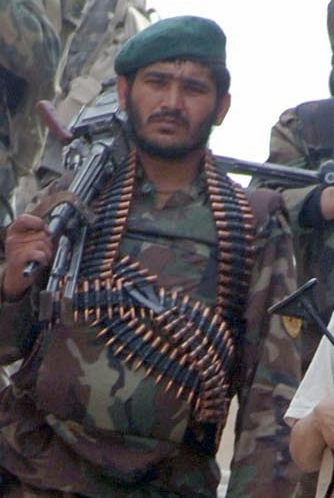
Soldado moderno del Ejército Nacional Afgano con un cinturón de municiones

Una forma algo diferente de bandolera entró en uso a fines del siglo XIX que contenía cartuchos metálicos modernos y granadas de mano. Las bandoleras ahora son menos comunes debido al uso de cargadores desmontables y armas de fuego alimentadas por cinturón, aunque los cinturones de municiones adicionales a menudo se llevan alrededor del cuerpo como una bandolera. Sin embargo, todavía se usan a menudo con escopetas, granadas de mano y lanzagranadas.
Los cartuchos de escopeta se pueden almacenar fácilmente en bandoleras de diseño tradicional. De hecho, algunas eslingas de escopeta del mercado de accesorios están diseñadas de manera similar a las bandoleras tradicionales, aunque con una capacidad mucho más limitada.
Durante la Primera y la Segunda Guerra Mundial, las bandoleras se entregaron principalmente a fusileros. Estaban hechos de tela, cosidos en bolsillos que contenían cargadores de munición de fusiles. En uso civil, los cazadores y los tiradores recreativos que usan escopetas a menudo usan bandoleras.
Los chetniks de la Segunda Guerra Mundial hicieron un uso intensivo de las bandoleras, a menudo llevando dos sobre el hombro y dos alrededor de la cadera, usando esta última como funda para revólveres y cuchillos.
Otro uso moderno de una bandolera es para el fusilero automático de una escuadra militar. Dado que un arma automática de escuadrón a menudo se alimenta con un cinturón, un fusilero automático llevará un cinturón adicional en su persona; ya sea en un compartimiento separado o colgado sobre el cofre en forma de bandolera. La bandolera se usaba para mantener las municiones fuera de las caderas de un soldado, ya que llevar demasiado peso en las caderas puede restringir el movimiento y dificultar la recuperación de las municiones.

## Bolso en bandolera
Los bolsos en bandolera son básicamente bolsos que se pueden colgar del hombro, para ser más versátiles que un bolso normal y más cómodo de llevar. Es un complemento que sirve para llevar útiles de forma segura, es muy usado sobre todo en la moda de mujer, pero que cada vez tiene más modelos para los hombres.

## En la cultura popular
Las bandoleras hechas de rondas gastadas o ficticias a veces se usan en la moda. Michael Jackson usó una famosa bandolera como parte de un disfraz de inspiración militar durante su Dangerous World Tour a principios de la década de 1990.
Los personajes ficticios que han usado bandoleras incluyen:
- Chewbacca de la franquicia Star Wars (solo lleva una bandolera)
- Bebop y Rocksteady de la franquicia Teenage Mutant Ninja Turtles
- Dinobot de la serie de televisión animada Beast Wars: Transformers, en los episodios "Coming of the Fuzors" Parte 1 y Parte 2 (1997)
- Allan Quatermain de la franquicia de King Solomon's Mines.
- John Rambo, el personaje principal de la franquicia Rambo
- Madre animal de Full Metal Jacket (1987)
- Deathstroke, el mercenario de DC Comics.
- Sir Roxton en la serie de televisión de 1999-2002 The Lost World
- El coleccionista de la serie animada Flash Atomic Betty de 2004-2008.
- Gargomon de la franquicia Digimon.
- The War Doctor, interpretado por John Hurt en los especiales de Doctor Who The Night of the Doctor y The Day of the Doctor, así como en muchos audios relacionados con la Última Gran Guerra del Tiempo.
- El Heavy del videojuego de 2007 Team Fortress 2
- Poe Dameron en Star Wars: El Ascenso de Skywalker.
- Ericka en Hotel Transilvania: Transformania.
- Charles Darwin en el episodio de Primal The Primal Theory.
- Arthur Morgan de Red Dead Redemption 2